# اوسلو-فرگن
اوسلو-فرگن (انگلیسی: Oslo-Fergene) شرکت کشتیرانی نروژی است، که در سال ۱۹۹۷ تأسیس شد.